# 5º Reggimento fanteria "Aosta"
Il 5º Reggimento fanteria "Aosta" è un'unità militare dell'Esercito Italiano appartenente alla Brigata meccanizzata "Aosta".

## Le origini

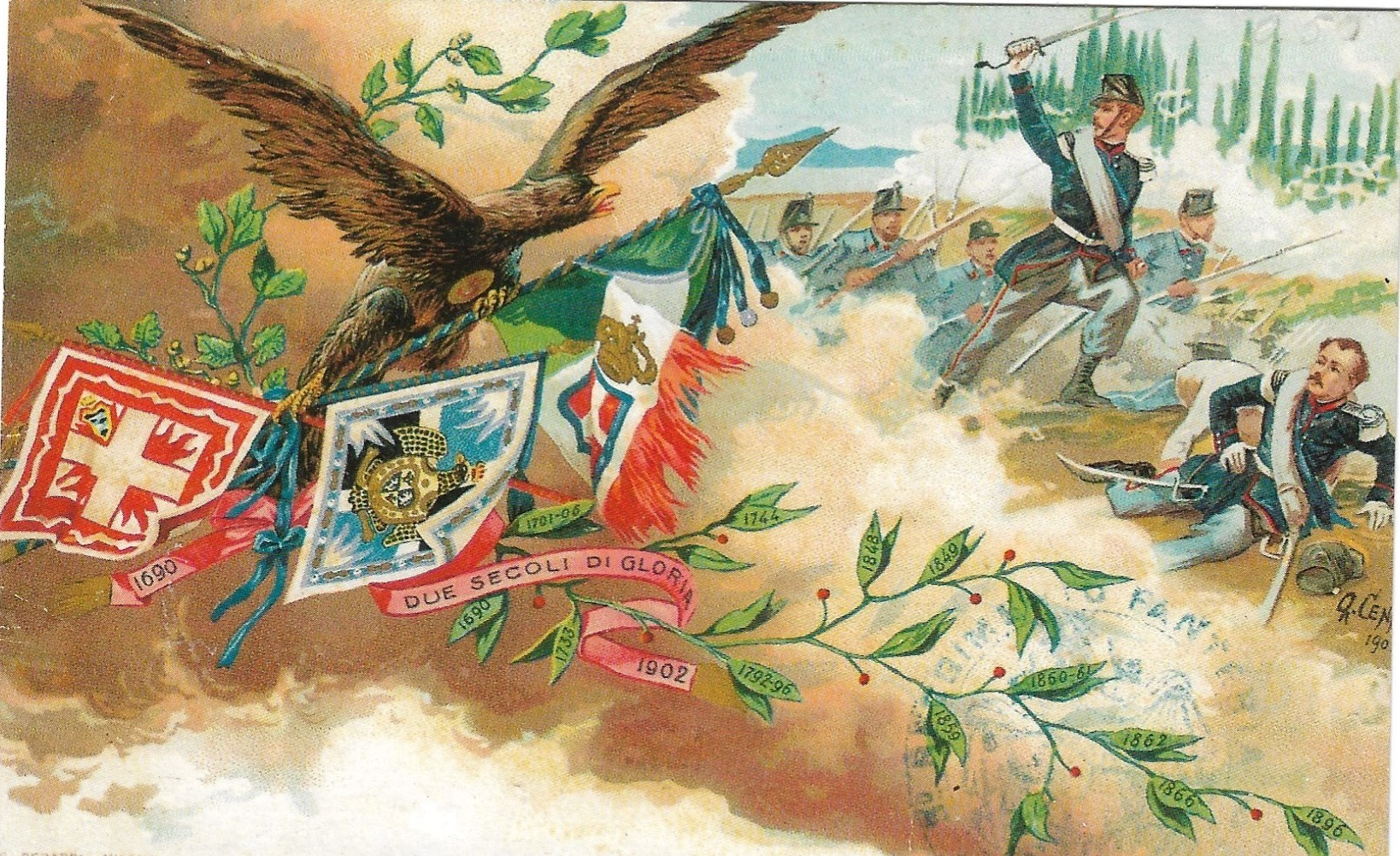
Cartolina celebrativa del 5° Reggimento fanteria Aosta

Il Reggimento trae la sua origine dal Reggimento Fucilieri di Sua Altezza Reale, costituito nel Ducato di Savoia il 20 febbraio 1690 durante il regno del duca Vittorio Amedeo II. Il reparto era articolato su sedici compagnie, di cui una di granatieri, agli ordini del colonnello Giuseppe Costa della Trinità, con sede a Vercelli, come Reggimento di Fanteria d'Ordinanza per scorta e tutela dell'Artiglieria.

### Genealogia
- Reggimento Fucilieri di Sua Altezza Reale (Torino, Vercelli, sedi varie, 1690-1774)
- Reggimento di "Aosta" (Alessandria, Torino, sedi varie, 1774-1799)
- 1ª Mezza Brigata di linea nazione piemontese (1799-1814)
- Reggimento di "Aosta" (Torino, 1814-1815)
- Brigata di "Aosta" (Ivrea, Annecy, Chambéry, Cuneo, Torino, sedi varie, 1815-1831)
- 1º Reggimento (Brigata "Aosta") (sedi varie, Genova, 1831-1839)
- 5º Reggimento Fanteria (Brigata "Aosta") (Nizza, Alessandria, Genova, Torino, sedi varie, 1839-1871)
- 5º Reggimento Fanteria "Aosta" (Parma, Ascoli Piceno, Torino, Catania, 1871-1881)
- 5º Reggimento Fanteria (Brigata "Aosta") (Bari, Spoleto, Roma, Siena, Firenze, Napoli, Ascoli Piceno, Girgenti, 1881-1926)
- 5º Reggimento Fanteria "Aosta" (Girgenti, Agrigento, Trapani, Sicilia, 1926-1943)
- 5º Reggimento Sicurezza Interna "Aosta" (Palermo, 1944-1946)
- 5º Reggimento Fanteria "Aosta" (Palermo, Messina, Catania, 1946-1975) (Motto: Sotto l'impeto d'Aosta sparve il nemico)
- 5º Battaglione fanteria motorizzata "Col della Berretta" (Messina, 1975-1992)
- 5º Reggimento fanteria Meccanizzata "Aosta" (Messina, 1992-?)

## La Storia

### La guerra della Grande Alleanza

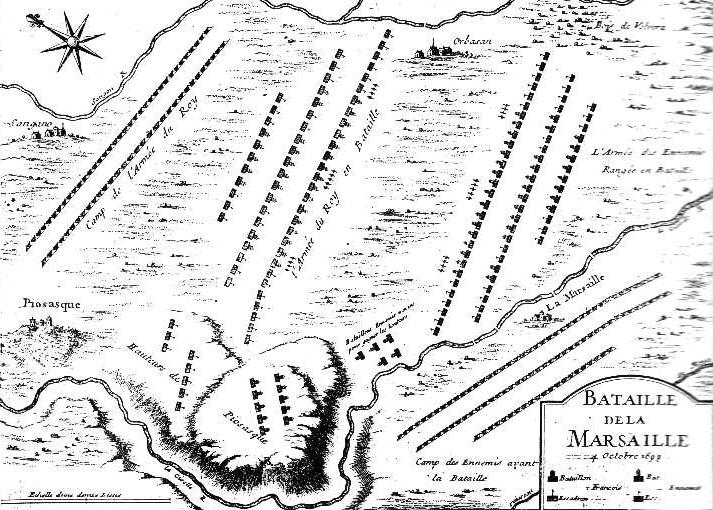
Battaglia della Marsaglia - Piano di battaglia - 4 ottobre 1693: si nota chiaramente la disposizione, prima e durante lo scontro, delle due armate (a sinistra i francesi, a destra gli alleati) nella piana compresa tra Piossasco, Volvera ed Orbassano

Nella prima metà del XVIII secolo l'Europa fu scossa da un susseguirsi di conflitti ed "Aosta" partecipò a vari fatti d'arme e prese parte alle battaglie della guerra della Lega di Augusta (1690-97) contro il Regno di Francia, combattendo nella battaglia di Staffarda nel 1690. Nel 1692 prende parte alla Battaglia della Marsaglia e successivamente prende parte agli assedi di Pinerolo e Valenza nel 1696.

### La guerra di successione spagnola

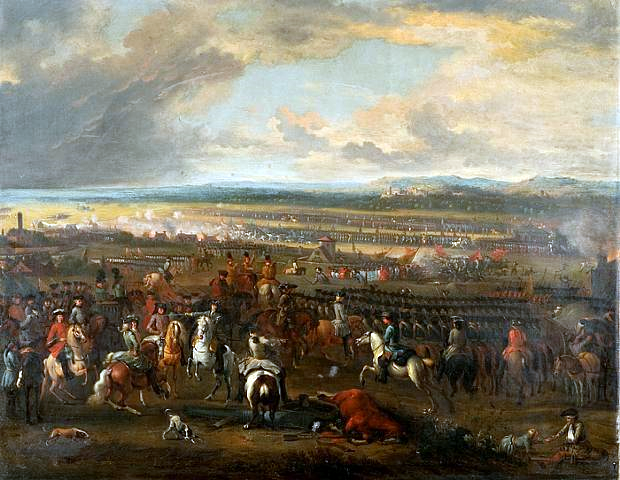
Dipinto raffigurante la battaglia di Chiari

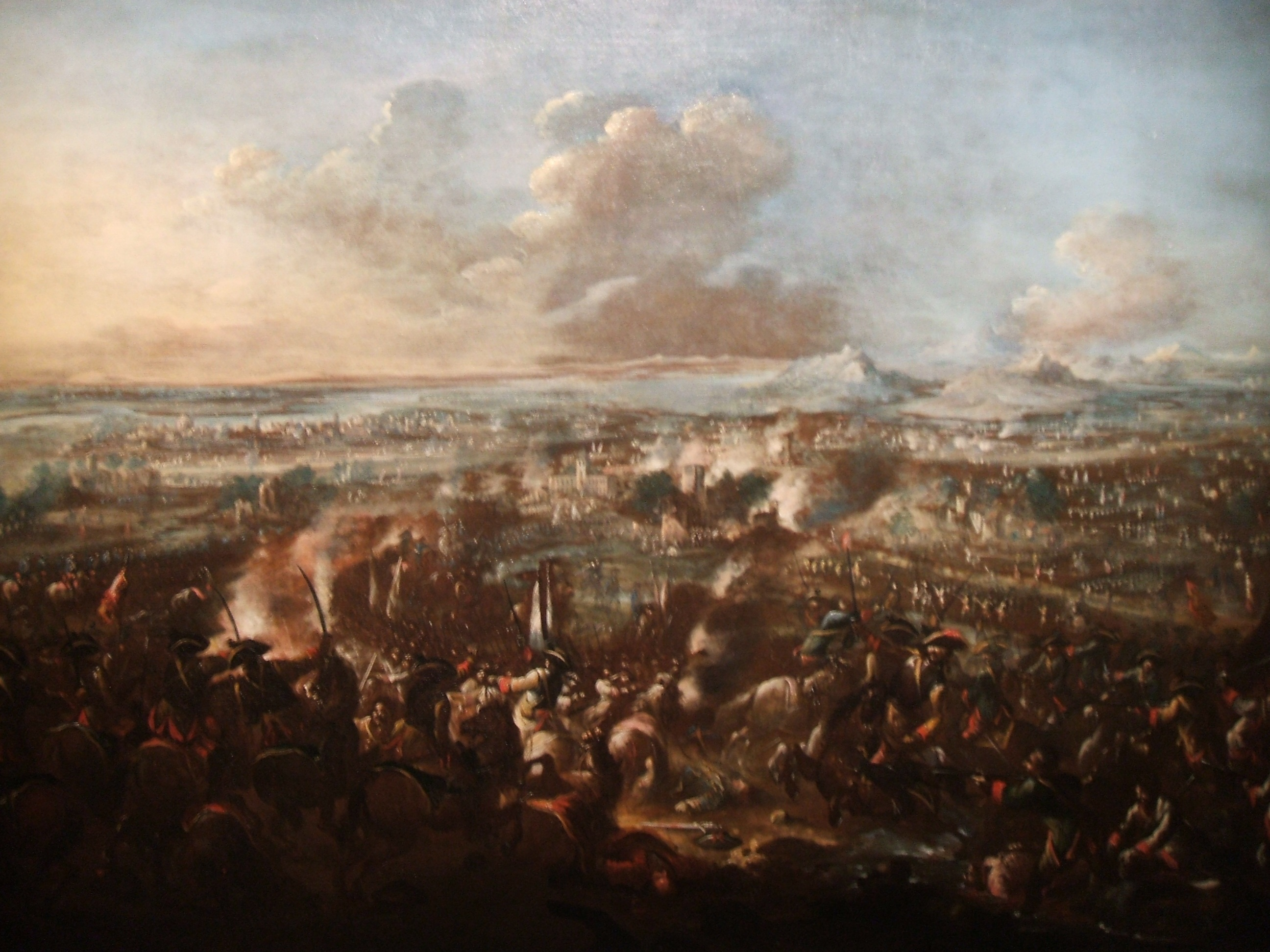
Dipinto raffigurante la battaglia di Torino

Nel periodo 1701-1713 il reggimento partecipa alle campagne d'armi della guerra di successione spagnola, inizialmente Vittorio Amedeo II di Savoia con il Trattato di Torino (1696) era alleato con i francesi. Il Reggimento partecipò alla Battaglia di Chiari il 1º settembre 1701. La situazione politica però presto cambiò: nel 1703 venne dichiarato l'ingresso del Piemonte nella Lega di Augusta con il Trattato di Torino (1703). Il reggimento nel maggio 1706 partecipò alla battaglia di Torino contro i soldati franco-spagnoli.
I Savoia alla fine della guerra con il Trattato di Utrecht si videro restituito il contado di Nizza, ricevettero la Sicilia (e con essa il titolo di Re per Vittorio Amedeo II di Savoia ed i suoi successori), tutta l'alta valle di Susa, Pinerolo e parti del territorio milanese.
Nel 1710 il reggimento Santa Giulia viene incorporato nel reggimento Fucilieri di S.A.R.
Nel 1713 il re Vittorio Amedeo II nel suo viaggio in Sicilia per prendere possesso dei nuovi territori siciliani (Storia della Sicilia piemontese), venne seguito dal II battaglione del reggimento a cui si aggiunse poi anche il I. In Sicilia il reggimento rimase dal 1713 al 1718 prendendo parte alla difesa della Cittadella di Messina assediata dalle truppe spagnole nell'estate del 1718. Nel 1720 il re Vittorio Amedeo II, con il trattato dell'Aia (20 febbraio 1720) aveva ottenuto l'isola di Sardegna con il titolo di Re di Sardegna in cambio della Sicilia e il Reggimento al completo tornò ad avere sede in Piemonte.

### La guerra di successione polacca
Nel 1733-1735 il reggimento partecipò alle campagne d'armi della guerra di successione polacca al fianco dei francesi a cui il regno di Sardegna e il re Carlo Emanuele III erano alleati contro l'Austria. Il reggimento combatté il 29 giugno del 1734, nella battaglia di Parma.

Bandiera del Reggimento Fucilieri di S.A.R. nel periodo di Carlo Emanuele III.

### La guerra di successione austriaca
Nel 1742-1748 partecipa alle campagne d'armi della guerra di successione austriaca. Prima nella Battaglia di Casteldelfino, successivamente nell'autunno del 1744 partecipò alla battaglia di Madonna dell'Olmo. Nel 1774 il reparto viene trasferito nella città di Aosta e prende il nome di Reggimento di Aosta adottando l'insegna del leone d'argento in campo nero.

### La guerra delle Alpi

Bandiera colonnella del Reggimento Aosta nel periodo di Vittorio Amedeo III.

Allo scoppio della rivoluzione francese il regno di Sardegna aderì alla Prima coalizione contro la Francia rivoluzionaria (1792- 1797) e fino al 1796 il Reggimento di Aosta combatté i francesi, distinguendosi nella battaglia dell'Authion. Nulla potendo però contro il genio militare del generale Napoleone Bonaparte, il Regno di Sardegna fu costretto all'armistizio e a subire l'occupazione francese della sua parte continentale. Rifugiatosi il Re Carlo Emanuele IV in Sardegna, "Aosta" venne sciolto nel 1798 dal giuramento al Sovrano, cessando di esistere l'anno successivo. Tramontato il periodo napoleonico, e restaurata la dinastia sabauda, nel giugno 1814 si formò il 1º Battaglione seguito a breve distanza di tempo dal 2º battaglione del ricostituito Reggimento di Aosta, che nel giugno 1815 divenne Brigata di "Aosta" cambiando più volte denominazione negli anni seguenti. Nel 1831, con l'istituzione delle Brigate Permanenti, si sdoppia in 1º e 2º Reggimento “Aosta”, ciascuno costituito da tre battaglioni ed un deposito. In particolare, il 1º e 2º battaglione sono strutturati su 3 compagnie fucilieri e 1 compagnia granatieri, il 3º su 4 compagnie cacciatori. Nel 1839, i due Reggimenti assumono quella di 5º e 6º Reggimento di Fanteria 'Brigata Aosta, in base all'assegnazione ai Reggimenti di un numero progressivo.

Bandiera di battaglione del Reggimento Aosta nel periodo di Vittorio Amedeo III.

### Il Risorgimento

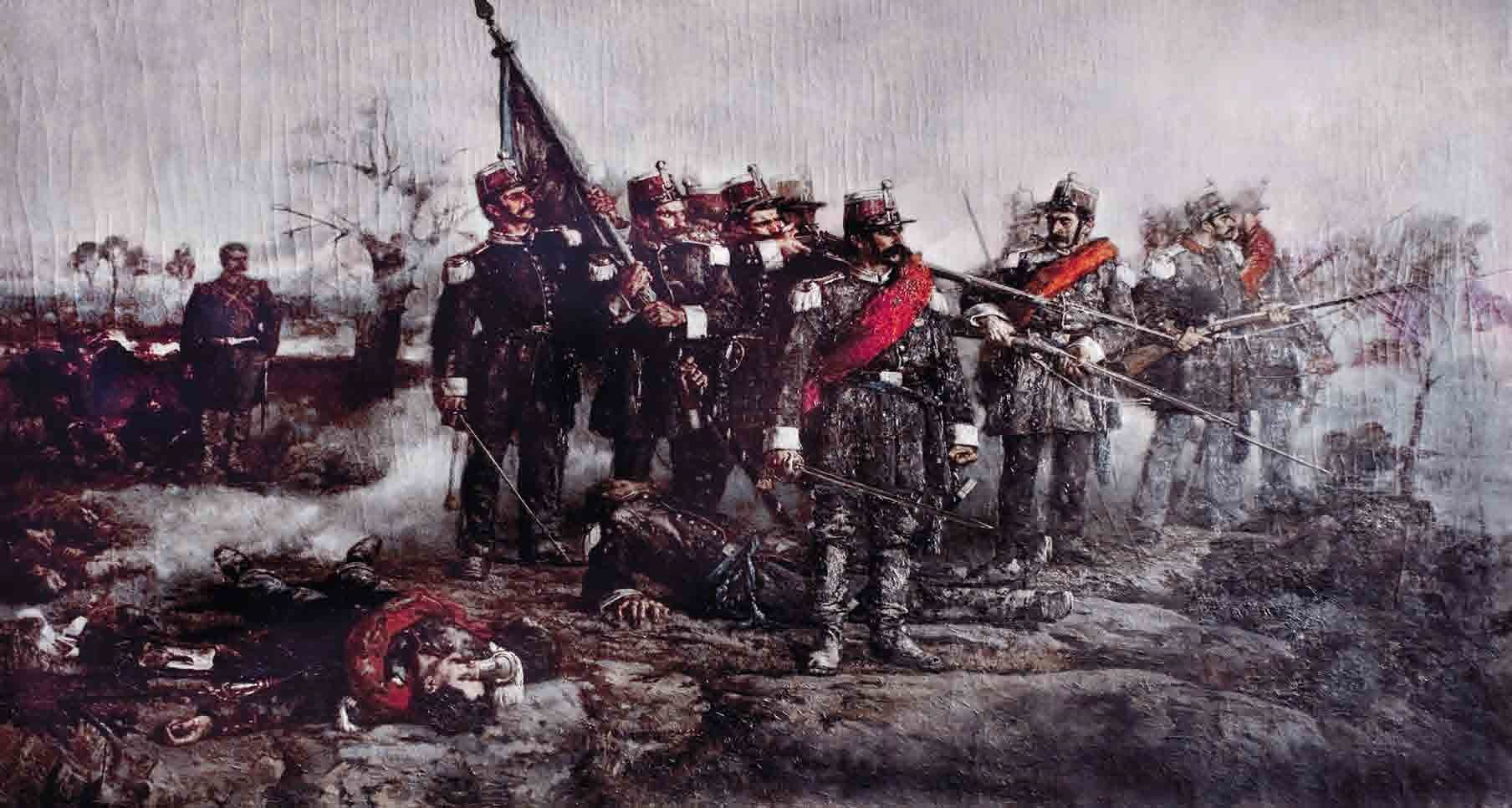
Dipinto della battaglia di Novara conservato presso il Museo Nazionale del Risorgimento Italiano

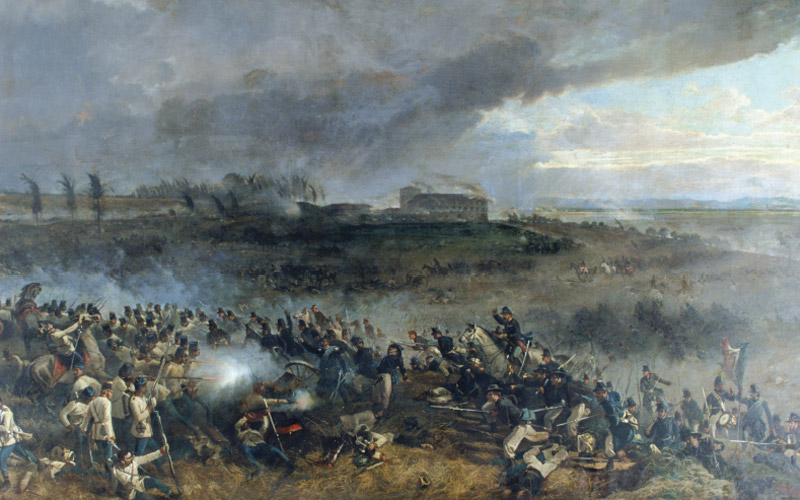
Dipinto della Battaglia di San Martino conservato presso il Museo Nazionale del Risorgimento Italiano

Carlo Alberto, appena salito al trono riorganizza l'intera struttura militare, ridotta in condizioni precarie dal suo predecessore Carlo Felice e
viene assunto dall'Esercito Piemontese un nuovo ordinamento prendendo a modello quello fissato da Napoleone, i Reggimenti si articolano su 4 battaglioni, ciascuno composto da 4 compagnie di 250 uomini, e con questa struttura partecipa alle campagne risorgimentali.
Nella prima guerra d'indipendenza combatte nella Battaglia di Santa Lucia (6 maggio 1848) nella Battaglia di Goito (30 maggio 1848) nella Battaglia del ponte di Goito (8 aprile 1848) nella Battaglia di Pastrengo (30 aprile 1848), nella Battaglia di Novara (1849) (23 marzo 1849) ove meritò la M.A.V.M. per la buona condotta tenuta a Mortara e Novara il 21-23 marzo 1849.

Nella seconda guerra d'indipendenza combatte nella Battaglia di Magenta (4 giugno 1859) nella Battaglia di San Martino meritò la M.O.V.M.(24 giugno 1859), nella Battaglia di Solferino e San Martino (24 giugno 1859). Inoltre al IV Battaglione fu conferita la M.B.V.M. poiché diede speciali prove di valore e sagacia nella pur triste Giornata dell'Aspromonte (29 agosto 1862). Il Reggimento fu poi nel Meridione, per la repressione del brigantaggio filoborbonico, in Calabria e nel salernitano con la parentesi della Guerra di Crimea.

Bandiera della Brigata Aosta dal 1815 al 1832 e del 1º battaglione del 5º Reggimento "Aosta" dal 1838 al 1848.

 Negli anni 1860 - 1861 è nelle Marche, in Umbria e nel meridione.

Bandiera Reale del Reggimento Aosta alla Restaurazione (1814).

Infine nella terza guerra d'indipendenza combatté nella Battaglia di Custoza (1866) nel giugno 1866.
Nel 1871 tornò 5º Reggimento fanteria in seguito allo scioglimento delle Brigate permanenti, per riottenere, alla ricostituzione delle stesse, nel 1881 la precedente denominazione. Nel 1895, iniziata la Guerra d'Eritrea, concorse in Eritrea alla formazione di battaglioni, tra i quali il II, il IV ed il XVI combatterono nella battaglia di Adua del 1º marzo dell'anno seguente. Anche nella guerra contro la Turchia (Guerra italo-turca) per il possesso della Libia (1911- 12) contribuì alla mobilitazione di vari reggimenti, che combatterono le forze regolari ottomane e fronteggiarono la rivolta delle popolazioni indigene.

### La prima guerra mondiale
Nella prima guerra mondiale il Reggimento, alle dipendenze della brigata Aosta, è costituito da tre battaglioni ed un deposito; ogni battaglione è strutturato su 4 compagnie e una sezione mitraglieri. Combatte nel 1915 a Conca di Plezzo e nel 1916 sul Carso. L'anno successivo, tra novembre e dicembre, infranse i ripetuti assalti nemici sul Col della Berretta e a Cà d'Anna, mentre nell'ottobre del 1918 conquistò la vetta del Monte Valderoa, respingendo poi i tentativi degli Austroungarici di riguadagnare le posizioni perdute. Per queste azioni "Aosta" venne insignito di un'altra Medaglia d'Oro al Valor Militare.

### Il periodo tra le due guerre
Con l'ordinamento del 1926 dell'esercito, riprende il nome di 5º Reggimento Fanteria "Aosta" ed a seguito della formazione delle Brigate su tre reggimenti viene assegnato alla XXVIII Brigata di Fanteria della quale fanno parte anche il 6º "Aosta" e l'85º "Verona". Per la campagna d'Africa del 1935-36 fornisce ai corpi e reparti mobilitati 4 ufficiali e 454 soldati.

### La seconda guerra mondiale
Allo scoppio del conflitto mondiale il reggimento in seguito alla costituzione delle divisioni binarie nel 1939, si trova inquadrato nella 28ª Divisione fanteria "Aosta" insieme al 6º Reggimento Fanteria e 22º Reggimento Artiglieria per d. f.
Al 10 giugno del 1940 il reggimento ha in organico: comando e compagnia comando, tre battaglioni fucilieri, compagnia mortai da 81, batteria armi di accompagnamento da 65/17 e si trova schierato a difesa delle coste siciliane e delle isole Pelagie. Sbarcati gli Angloamericani in Sicilia nel luglio 1943, li contrastò tenacemente a Nicosia, Capizzi e Troina. Ritirato dal fronte con i resti della Divisione viene inviato nel Trentino per riordinarsi; Il Comando di Reggimento era in riordinamento a Trento quando, in seguito agli avvenimenti dell'armistizio dell'8 settembre 1943, il reggimento si sciolse. Viene ricostruito il 20 settembre 1944 con il nome di 5º Reggimento Sicurezza Interna "Aosta" da unità del 46º reggimento fanteria "Reggio", e viene impiegato in compiti di controllo e presidio del territorio.

### Dopoguerra
Il 1º settembre 1946 riprende il nome di 5º Reggimento fanteria "Aosta" con sede in Messina alle dipendenze della Divisione Aosta prima e dal 1961 della brigata Aosta.
Il 1º ottobre 1975, nel quadro della ristrutturazione dell'Esercito, il 5º Reggimento viene contratto a battaglione, con il nome di 5º battaglione motorizzato "Col della Berretta", mentre il III battaglione dello stesso reggimento viene trasformato
in 141º Battaglione Fanteria Motorizzato "Catanzaro" di stanza a Palermo, che ereditò la bandiera e le tradizioni del 141º Reggimento Fanteria. Dal II battaglione infine venne costituito a Catania il 62º Reggimento fanteria motorizzato "Sicilia" che ereditò la bandiera e le tradizioni del 62º Reggimento fanteria.
Il 31 agosto 1992 il battaglione "Col della Berretta" ha riassunto il rango reggimentale e riprende il nome di 5º Reggimento fanteria "Aosta".

## Il Reggimento oggi

Fregio dell'Arma di Fanteria dell'Esercito Italiano (usato per la Fanteria di Linea)

### Dipendenza
Il 5º Reggimento fanteria "Aosta" fa parte della Brigata meccanizzata "Aosta", che a sua volta dipende gerarchicamente dal "Comando Forze di Difesa Interregionale Sud" o COMFODI - SUD.

### Struttura
- Comando di reggimento;
- Compagnia comando e supporto logistico;
- 1º battaglione (articolato su 4 compagnie);
  - 1 ^ Compagnia Fucilieri
  - 2 ^ Compagnia Fucilieri
  - 3 ^ Compagnia Fucilieri
  - Compagnia Supporto alla Manovra

### Soccorso alla popolazione
- 2008 Alluvione nella Provincia di Messina (in particolare nella località Falcone)
- 2009 Alluvione nella Provincia di Messina (in particolare nella località Giampilieri)
- 2016 Sisma nel Centro Italia (in particolare nella Provincia di Ascoli Piceno)

### Operazioni svolte in teatro nazionale
- "Operazione Vespri siciliani"
- "Operazione Domino"
- "Operazione Strade Sicure"
  - "Strade Sicure 3" (legge numero 220 del 13 dicembre 2010), Aosta è impegnato dal primi giorni di febbraio 2011 nella sorveglianza dei cantieri dell'Autostrada Salerno-Reggio Calabria.[11]
- "Operazione Strade Sicure"
  - Comando di Raggruppamento Calabria-Sicilia Orientale dal 1º febbraio 2018 al 20 dicembre 2018.
  - "Operazione Strade Sicure"
    - Comando di Raggruppamento Roma dal dicembre 2023 al maggio 2023.

### Operazioni all'estero
- Albania Operazione Joint Guardian dall'ottobre 2001 al febbraio 2002.
- Kosovo febbraio 2007 al luglio 2007
- Kosovo aprile 2009 al 30 ottobre 2009[12]
- Libano missione Leonte dal 10 maggio 2011 al 9 novembre 2011
- Afghanistan missione Isaf settembre 2015 al maggio 2016
- Bosnia OTHF agosto 2020
- Libano missione Leonte dal 2 agosto 2022 al 8 febbraio 2023
- Kosovo OTHF agosto 2024 al dicembre 2024

## Onorificenze
Nella sua storia il 5º Reggimento fanteria "Aosta" ha meritato le seguenti onorificenze alla bandiera:

### Decorazioni alla Bandiera di Guerra
Sostenne intrepido un formidabile attacco nemico, riuscendo in cruentissima lotta, dapprima a trattenere l'invasore e poi a respingerlo. Poco dopo, chiamato improvvisamente in linea, infranse nuovi poderosi attacchi dell'avversario, contribuendo ad arrestare definitivamente l'offensiva. Nella battaglia della riscossa, con irresistibile impeto e mirabile audacia, conquistava l'ardua vetta di Monte Valderoa, riscuotendo l'ammirazione dello stesso nemico. Attaccato sul fronte ed al tergo, si difendeva con ferrea tenacia ricacciando l'avversario. Nel culto sempre vivo delle antiche fiere tradizioni, i suoi giovani fanti dimostrarono ognora, con grande sacrificio di sangue, incrollabile tenacia, sublime ardimento ed eroica devozione al dovere.»
— (Col della Berretta, 22 - 26 novembre 1917 - Cà d' Anna, 18
 

## Decorati
- Carabelli Giorgio, Aspirante Ufficiale (Comandante della 2ª sezione del III battaglione del 5º reggimento della brigata "Aosta").[9][17]
- Giannettino Luigi, Soldato (Fante, 9ª compagnia del 5º reggimento fanteria della brigata "Aosta").[9][18]

### Altre onorificenze
Cavaliere Ordine Militare di Savoia
- Salvatore Catalano, Capitano.[9][19]
- Francesco Arborio Mella di Sant'Elia, Maggiore.[20]
- Alfonso Vignocchi, Maggiore.[9][21]

## Simboli

### Stemma
Scudo: Partito: il primo fasciato di dieci pezzi di nero e d'oro attraversati dal crancelino di verde fiorito di rosso posto in banda; il secondo al leone d'argento armato e lampassato di rosso (Aosta). In cuore, sulla partitura, uno scudetto inquartato d'azzurro e di nero alle fiamme ondeggianti trifide d'argento moventi dai cantoni estremi dello scudetto; sul tutto di esso l'aquila al naturale caricata in cuore della croce d'argento in campo rosso. Il tutto abbassato al capo d'oro.
Corona turrita.
Ornamenti esteriori:
lista bifida: d'oro, svolazzante, collocata sotto la punta dello scudo, incurvata con la concavità rivolta verso l'alto, riportante il motto: "SOTTO L'IMPETO D'AOSTA SPARVE IL NEMICO"
onorificenza: accollata alla punta dello scudo con l'insegna dell'Ordine Militare d'Italia pendente al centro del nastro con i colori della stessa
nastri rappresentativi delle ricompense al Valore: due Medaglie d'Oro, una Medaglia d'Argento, una Medaglia di Bronzo al Valor Militare sono annodati nella parte centrale non visibile della corona turrita, scendenti svolazzanti in sbarra ed in banda dal punto predetto, passando dietro la parte superiore dello scudo.

### Insegne
- Il Reggimento indossa il fregio della Fanteria (composto da due fucili incrociati sormontati da una bomba con una fiamma dritta).Al centro nel tondino è riportato il numero "5".
- Mostreggiature: le mostrine del reggimento sono rettangolari di colore Rosso con banda centrale Nera; derivano dai risvolti e dalle guarniture (mostre) che ornavano le antiche uniformi sabaude, i cui colori cambiavano da reggimento a reggimento. Alla base della mostrina si trova la stella argentata a 5 punte bordata di nero, simbolo delle forze armate italiane.

## Motto del Reggimento
"Sotto l'impeto d'Aosta sparve il nemico." Il motto del Reggimento trae origine dalla poesia "Piemonte" composta da Giosuè Carducci, dove il poeta con questo verso vuole descrivere il coraggio con cui i soldati del 5º e 6º Reggimento "Aosta" respinsero l'esercito Austro-Ungarico nella Battaglia di San Martino del 1859 dove il Reggimento conquistò la sua prima Medaglia d'Oro al Valor Militare.

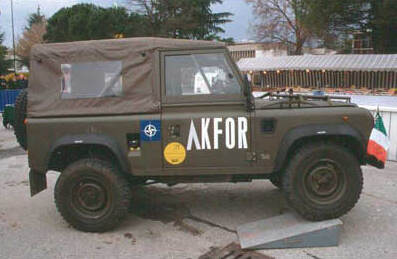
AR 90

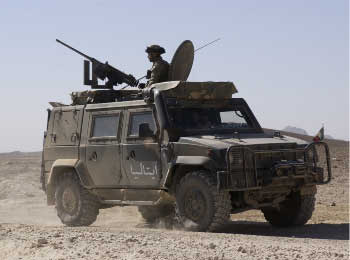
VTLM Lince

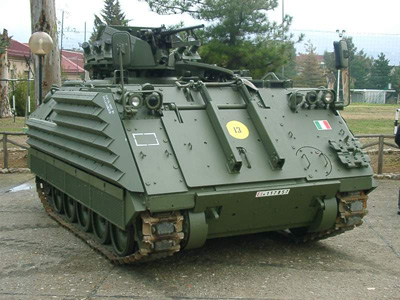
VCC

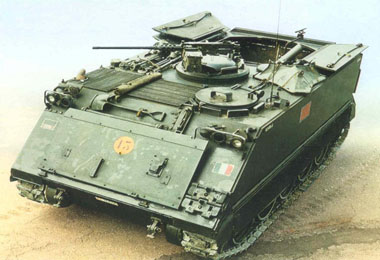
M106

## Festa del reggimento
- La festa del reggimento si svolge il 26 novembre, anniversario del combattimento di Col della Berretta del 1917.

## Persone legate al Reggimento
- Cesare Ceva di Lesegno
- Enrico Franchini

## Armi e mezzi in dotazione

### Armamento
- Pistola semiautomatica "Beretta 92 FS" cal. 9 x 19 mm Parabellum
- Fucile d'assalto "ARX-160" cal. 5,56 x 45 mm NATO
- Mitragliatrice leggera "FN Minimi" cal. 5,56 x 45 mm NATO
- Mitragliatrice media "MG 42/59" cal. 7.62 x 51 mm NATO
- Mitragliatrice pesante Browning M2 cal. 12,7 x 99 mm NATO
- Bomba a mano OD 82/SE
- Mortaio a canna rigata Brandt Thomson MO-120-RT-61 da 120 mm

### Mezzi
- Land Rover AR 90
- Iveco VM 90
- VTLM Lince
- VCC-1/2
- M113